# حزب الشعب السويدي (فنلندا)
حزب الشعب السويدي (بالسويدية: Svenska folkpartiet i Finland ,SFP؛ بالفنلندية : Suomen ruotsalainen kansanpuolue ,RKP) حزب ليبرالي أساساً يمثل الأقلية الناطقة بالسويدية في فنلندا. تناولت قضايا الحزب الانتخابية الرئيسية منذ تأسيسه على حق الفنلنديين المتحدثين بالسويدية بلغتهم الخاصة والحفاظ على مكانة اللغة السويدية في فنلندا. دخل الحزب الحكومة منذ عام 1979 بتولي حقيبة أو اثنتين وتعاون مع اليمين وكذلك اليسار في البرلمان الفنلندي. جعلت حقيقة أن كلا من اليمين واليسار في حاجة إلى دعم الحزب قادرين على التأثير في السياسة الفنلندية نطاق أوسع من حجم الحزب الفعلي. وضع اللغة السويدية كإحدى لغتي البلاد رسميتين وحق الأقلية الناطقة بها في الثقافة السويدية وهما من نتائج التأثير الحزب في السياسة الفنلندية. و الحزب عضو في الليبرالية الدولية وحزب الديمقراطية و الإصلاح الليبرالي الأوروبي.